# Osisioma Ngwa
Osisioma Ngwa è una città della Repubblica Federale della Nigeria appartenente allo Stato di Abia. 
È il capoluogo dell'omonima area a governo locale (local government area) che si estende su una superficie di 198 km² e conta una popolazione di 219.632 abitanti.